# Кальпурнія Пізонія
Кальпурнія Пізон  (лат. Calpurnia) — римська матрона, третя і остання дружина Гая Юлія Цезаря, що передбачила його смерть. Народилася у 75 році до н. е. в родині Луція Кальпурнія Пізона Цезоніна, консула 58 до н. е., була сестрою Луція Кальпурнія Пізона (Понтифіка), консула 15 до н. е.

## Походження
Кальпурнія походила із знатного плебейского роду Кальпурніїв. Її батько, Луцій Кальпурній Пізон Цезонін, був консулом 58 року до н. е. По материнській лінії Кальпурнія була далекою родичкою Аврелії, матері Цезаря, а також Помпея Великого. Дата народження Кальпурнії невідома. В шлюб вона вступила у 59 році. Оскільки це був її перший шлюб, а дівчата у Римі йшли до шлюбу зазвичай у 15-16 років, то можна припустити, що вона народилась близько 76 року до н. е. Точно встановлених портретів Кальпурнії немає, але їй приписують один бюст.

## Шлюб
Кальпурнія стала дружиною Юлія Цезаря в кінці 59 р. до н.е., під час консульства останнього. Їй було близько 17 років, і вона, ймовірно, була молодшою за свою падчерку Юлію, котра приблизно в цей час стала дружиною за Гнея Помпея Магнуса, колишнього протеже Сулли, який був консулом у 70 році до нашої ери, а нещодавно став одним із найближчих політичних союзників Цезаря. 
До цього шлюбу Цезар був одружений два або три рази. У дитинстві Цезар був заручений з Коссутією, дочкою багатого вершника, хоча існує певна невизначеність щодо того, чи були вони коли-небудь офіційно одружені. Розірвали їхні заручини, коли у віці 16 років він був призначений Flamen Dialis, високопоставленим священицьким чином, носії якого повинні були бути одружені шляхом confarreatio, стародавньої та урочистої форми шлюбу, яка була відкрита лише для патриціїв. Потім Цезар одружився з Корнелією, жінкою патриціанського рангу і дочкою Луція Корнелія Цінни, на той час наймогутнішої людини в Римі. За всіма даними, їхній шлюб був щасливим, а результатом його стала Юлія, єдина законна дитина Цезаря. Після падіння і смерті Цінна і загибелі його фракції диктатор Сулла наказав Цезарю розлучитися з дочкою свого суперника. Цезар відмовився з великим ризиком, що ледь не коштувало йому життя. Корнелія померла в 69 або 68 роках до нашої ери, коли її чоловік готувався вирушити в Іспанію. 
Повернувшись, Цезар одружився з Помпеєю, онукою Сулли. Шлюб закінчився скандалом. У 63 році до нашої ери Цезар був обраний великим понтифіком, отримавши в якості офіційної резиденції будинок на Віа Сакра. Тут взимку 62 року святкували священні обряди Бона Дея, з яких були виключені всі чоловіки. Але амбітний молодий дворянин Публій Клавдій Пульхер увійшов до будинку, переодягнений у жінку, нібито з метою спокусити Помпею. Його відкриття вразило римську аристократію, і поширилися чутки про вірність Помпеї. Цезар відчув, що у нього немає іншого вибору, окрім як розлучитися з Помпеєю, не тому, що він особисто вірив в чутки, а тому, що дружина великого понтифіка не повинна була бути під підозрою. 
Сучасники описують Кальпурнію як скромну, часто сором’язливу жінку. Про їхнє спільне життя відомо небагато. За всіма свідченнями Кальпурнія була вірною і доброчесною дружиною, і, здається, терпіла зради Цезаря: ходили чутки, що він спокусив дружин ряду видатних людей, включаючи обох своїх союзників у Першому Тріумвіраті; і він деякий час був близький із Сервілією Цепіоною, стосунки, які були відкритою таємницею в Римі. Ходили чутки, що Цезар був батьком сина Сервілії, Марка Юнія Брута, хоча це малоймовірно за хронологічними ознаками, і що Сервілія намагалася зацікавити Цезаря своєю дочкою Юнією Терцією, яка з чуток також була дочкою Цезаря. Цезар також підтримував стосунки з мавританською царицею Еноею і, найвідоміше, з Клеопатрою, царицею Єгипту, яка стверджувала, що він був батьком її сина Птолемея XV., більш відомого як "Цезаріон". 
В шлюбі Кальпурнії з Цезарем дітей не було. 
Попри все це, на хороші стосунки між подружжям наводить той факт, що напередодні своєї смерті (після 15 років шлюбу) Цезар все ще ночував поряд з дружиною.

## Передчуття вбивства Цезаря
Згідно з даними римських істориків, вбивство Цезаря було передбачене низкою поганих прикмет, а також етруським гаруспеком Спурінною, який попереджав його про велику особисту небезпеку або під час березневих ід 44 року до нашої ери. 
Згідно з численними свідченнями, вночі, напередодні смерті Цезаря, Кальпурнія бачила сон, у якому Цезар був зарізаний ножем і помирав у неї на руках:
- «…її будинок руйнувався, а Цезар, поранений декількома чоловіками, ховався від них в її лоні»[6]
- «…фронтон її будинку обвалився, а її чоловік був заколотий у неї на руках»[7]
- «…її чоловік плив по річці в крові»[8]
- «…вона тримала свого чоловіка на руках і оплакувала його»[9]

Прокинувшись, Кальпурнія відмовляла чоловіка йти в сенат, як він планував, і, зворушений її стражданням і благаннями, він вирішив не йти. 
Але Децим Юній Брут, один із найближчих друзів Цезаря, якого він нещодавно призначив претором Перегріном, і таємно один із змовників проти нього, прийшов до дому й переконав Цезаря не зважати на прикмети й піти до сенату. За традицією говорилося у деяких древніх джерелах, що Кальпурнія передчувала вбивство чоловіка, але не попередила його. Не знаючи, що претор Децім Юній Брут Альбін був одним із змовників проти її чоловіка, вона попросила його передати у сенаті, що Цезар хворий і не може бути присутнім. Проте Цезар відкинув цей план, і Брут привів його в руки його ворогів. Через кілька годин Цезар був вбитий у сенаті.

## Подальша доля
Подальша доля Кальпурнії невідома. Вона жила в Геркуланумі в достатку і пошані, оскільки рід Кальпурніїв був багатий. Єдина письмова згадка про неї після смерті Цезаря - у надгробному написі на могилі її вільновідпущенника Ікадіона, знайденій в Геркуланумі.
Точно встановлених зображень Кальпурнії не залишилось, проте їй приписують один бюст.

## Карбування монет
Існували деякі припущення, що Кальпурнія могла бути взірцем для богині Перемоги на монетах, викарбуваних Цезарем для його тріумфу після повернення з Іспанії, але це не є загальновизнаним. Богиня Венера на золоті, викарбувана Цезарем для його п’ятого консульства, також інтерпретується як модель Кальпурнії.

## Образ у кінематографі

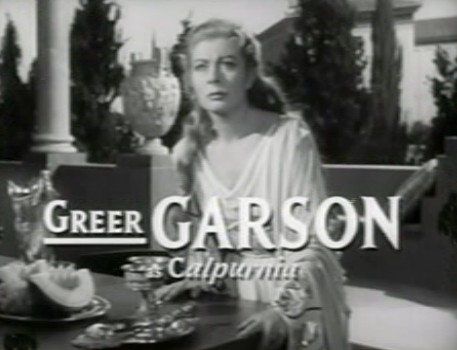
Грір Гарсон у ролі Кальпурнії

- У шекспірівському «Юлії Цезарі» Кальпурнії сниться сон, що статуя Цезаря тече кров’ю, оскільки багато римлян миють руки в крові. Вона також бачить уві сні, що Юлій Цезар помре на її руках.
- Кальпурнію зобразили Гертруда Майкл у «Клеопатрі» (1934), Грір Гарсон в екранізації «Юлія Цезаря» Шекспіра 1953 року, Гвен Вотфорд у «Клеопатрі» (1963), Джоан Сімс у «Продовжуйте Клео» (1964), Джилл Беннетт в екранізації «Джуліуса Ке» 1970 року і Валерія Голіно в мінісеріалі «Юлій Цезар» 2002 року.
- Кальпурнія була показана розкриттям вбивства в «Тумані пророцтв» (2002), частині серії «Рома Суб Роза» Стівена Сейлора. Вона змушує Гордіана Шукача розглянути загрозу для її чоловіка в пізнішій книзі цієї серії «Тріумф Цезаря» (2008). Вона зображена жінкою надзвичайного розуму та працездатності, повністю відданою інтересам свого чоловіка, з неперевершеним захопленням спробами передбачити майбутнє.
- Кальпурнію зобразила Гайдн Гвінн у серіалі HBO «Рим». Вона зображена гордою і традиційною, яка мала бачення смерті Цезаря.
- Шекспірівську Кальпурнію зобразила Сільвія Ленік у комедійному скетчі Вейна і Шустера «Змийте кров з моєї тоги», пародії на італо-американську домогосподарку, яка неодноразово голосила «Я сказала йому, Джулі! Не йди!» з акцентом Бронкса.

## У світовій літературі
У 1599 році у лондонському театрі "Глобус" була театралізована трагедія Вільяма Шекспіра "Юлій Цезар", яка зоображає змову проти Цезаря та його вбивство Брутом.